# البصيرة (رواية)
البصيرة رواية كتبها الكاتب البرتغالي الحائز على جائزة نوبل للأدب جوزيه ساراماغو. نُشرت الرواية باللغة البرتغالية عام 2004، وتُرجمت إلى اللغة الإنجليزية عام 2006. تُعد الرواية جزءًا متممًا لرواية ساراماغو السابقة العمى، وتستكمل بعض شخصياتها وأفكارها، حيث تستعرض، بأسلوب مجازي ساخر، قضايا السياسة والديمقراطية وسلطة الدولة، وتركز الرواية على حالة الاستثناء.
"وتركيز ساراماغو على الاستثناء في البصيرة يتوافق مع مقولة الفيلسوف الدنماركي كيركجارد حالة الاستثناء تعرف العام أي إن الحالة الاستثنائية تبرز الكلي، وما هو مخالف للقانون يبرز أهمية القانون، فالاستثناء هو الكاشف عن الحقيقي، عن القواعد العامة الأكثر رسوخا"

## ملخص الرواية
تدور أحداث رواية البصيرة في نفس البلد المجهول الاسم الذي ظهرت فيه أحداث رواية العمى. تبدأ القصة بإجراء انتخابات برلمانية، حيث يصوّت 83% من السكان بأوراق بيضاء. يركّز النصف الأول من الرواية على محاولات الحكومة، وأعضائها الذين لا يُذكر لهم اسم، لفهم هذه الظاهرة الغامضة المتمثلة في "التصويت الأبيض"، والسعي في الوقت ذاته إلى القضاء عليها باعتبارها تهديدًا للنظام. يظهر في النصف الثاني من الرواية عدد من شخصيات رواية العمى، من بينها "الطبيب"، و"زوجة الطبيب"، و"كلب الدموع" الذي يحمل الآن اسم "كوستانت". 

## استقبال
تلقت رواية البصيرة مراجعات إيجابية عمومًا. في مقالة لها في صحيفة الغارديان، أشادت الكاتبة أورسولا ك. لو جوين بالرواية، ووصفتها بأنها:
"عمل يُعبّر عن أيامنا هذه أكثر من أي كتاب آخر قرأته. يكتب ساراماغو بذكاء، وبكرامة مؤثرة، وببساطة فنان عظيم متمكن من أدواته. فلنصغِ إلى صوت شيخ حكيم من جيلنا، رجل يبكي بحكمة." 
من جهتها، كتبت صحيفة بوسطن غلوب أن الرواية تُبرز الخصائص الأسلوبية الفريدة التي أصبحت سمة تميز ساراماغو: مثل الاستغناء عن علامات الترقيم التقليدية (عدا الفواصل المتكررة)، والجُمل الطويلة المتداخلة. وأضافت أن هذه التقنيات، بدلًا من أن تعقّد السرد، تدفعه قدمًا بقوة.  وفي تقييمها النهائي، رأت الصحيفة أن:
"ساراماغو لا يسعى إلى نهايات تقليدية في الأدب، بل يشير إلى منارات نادرة من الخير تخترق ظلام البشرية القاتم. إن الرضا الذي تمنحه رواياته لا يكمن في حل حبكتها، بل في الأشخاص واللحظات التي يلتقيها القارئ على امتداد الطريق."